# Molí de Can Borràs
Molí de Can Borràs és un molí del municipi de Boadella i les Escaules (Alt Empordà) inclòs en l'Inventari del Patrimoni Arquitectònic de Catalunya.

## Descripció
Situat al sud-est del nucli urbà del veïnat de les Escaules, integrat al municipi de Boadella. L'edifici està situat al marge dret del torrent de les Avalls, prop de la bifurcació amb el torrent de les Fontanilles.
Edifici aïllat de planta rectangular, format per dos cossos adossats, amb la coberta de teula d'un sol vessant i distribuït en planta baixa i dos pisos. La façana principal, orientada a tramuntana, presenta un portal d'accés d'arc rebaixat adovellat amb els brancals bastits amb carreus de pedra ben desbastats. Al primer pis hi ha una finestra rectangular bastida amb maons i, a la planta superior, una porta rectangular amb l'emmarcament arrebossat. Adossat a la façana posterior hi ha un cos cobert amb terrassa al nivell del pis superior, que presenta un portal arrebossat i reformat i, al pis, una finestra bastida amb carreus de pedra ben desbastats. La resta d'obertures de l'edifici són de la mateixa tipologia que el cas anterior. A l'interior, la planta baixa està coberta per una gran volta rebaixada bastida amb maons disposats a pla, dividida per arcs formers recolzats als murs laterals de l'edifici.
La construcció està construïda amb pedra sense treballar de diverses mides, lligada amb abundant morter de calç. Actualment, l'edifici està essent rehabilitat i ampliat per la banda de ponent.

## Història
La construcció de molins per a moldre el cereal va proliferar durant el segle xi. Segons els escrits de Gregori Pelliser, regidor del comú de Llers, menciona que l'any 1730 hi havia a les Escaules nou molins. Detalla que el molí de can Borràs està situat passat el salt de la Caula, que la seva funció era la de moldre els cereals i que es tenen notícies des del segle xiv. Així i tot, l'edifici actual es pot datar tipològicament als segles XVIII-XIX.